# Economische crisis

De kredietcrisis van 2007-2009; landen in donkerrood waren in recessie

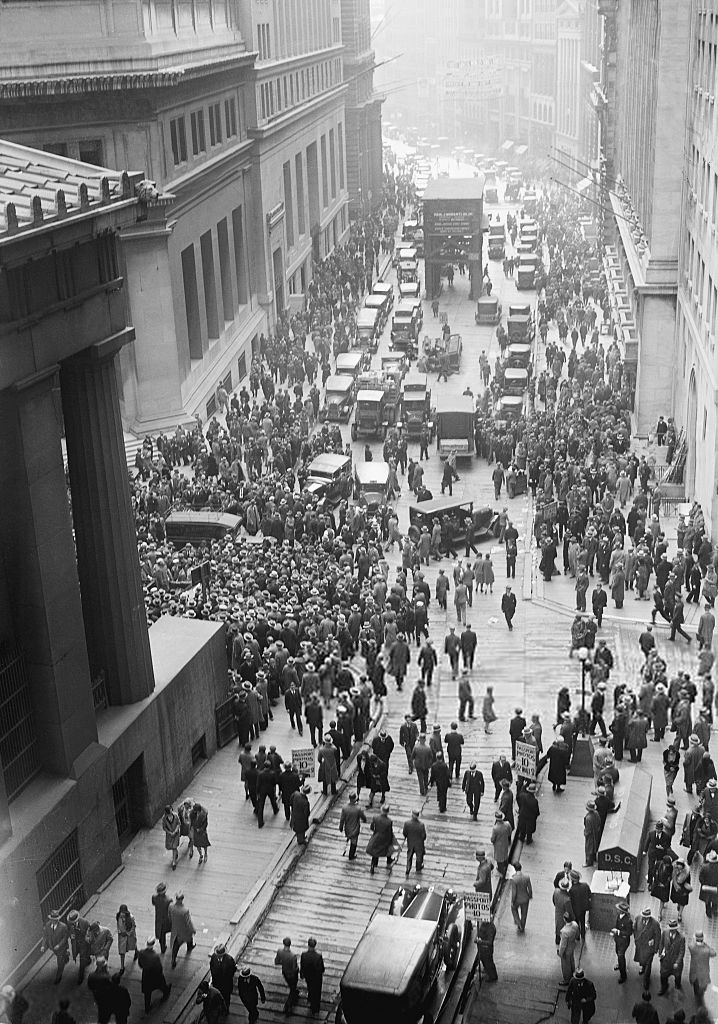
Een mensenmenigte voor het gebouw van de New York Stock Exchange na de beurskrach van 1929

Men spreekt van een economische crisis wanneer de conjunctuur verandert van een hoog- in een laagconjunctuur. De verschijnselen zijn:
- het overtreffen van de vraag door het aanbod;
- het inzakken van het vertrouwen in de economische capaciteiten;
- vrees voor een recessie.

De gevolgen van een economische crisis kunnen in elk geval ernstig genoemd worden. Bij een economische crisis functioneert de economie niet meer naar behoren en komt er meestal niet dan pas na een lange periode van aanpassing die veel ellende oplevert, waarbij het aanbod zakt tot op het peil waarop het aan de vraag voldoet. Als de kennis ontbreekt om de oorzaken van de economische crisis bloot te leggen en aldus adequaat in te grijpen, komt de economie in een neerwaartse spiraal terecht.

## Ondernemersgedrag
Hoe een economische crisis een onderneming kan beïnvloeden hangt af van verschillende factoren zoals de conjunctuurgevoeligheid van de sector, de financiële situatie van de onderneming, de grootte van de onderneming, en het vestigingsland vanwege eventuele overheidsmaatregelen (bezuinigingen, stimulerende maatregelen of laisser faire).
Een onderneming zal alles ertoe zetten om allereerst het kostenniveau terug te brengen. Allerlei overbodig geachte activiteiten worden stilgelegd dan wel afgestoten. Zaken die worden uitbesteed zal de ondernemer wellicht weer zelf willen gaan doen omdat dit goedkoper is, zoals werving. Personeel zal strenger beoordeeld worden en aangezet tot hogere arbeidsproductiviteit. Lonen zullen niet meer worden verhoogd ('bevroren') en ook als er winst is zal er vaak geen bonus worden uitgekeerd om een buffer te behouden. Om dezelfde reden kan ook worden besloten geen dividend uit te keren, hoewel bedrijven hier vaak huiverig voor zijn om aandeelhouders te vriend en de koers hoog te houden (bovendien hebben de aandeelhouders hier zelf het laatste woord in). Ook ontslag moet gevreesd worden. Soms tracht een ondernemer met crediteuren te heronderhandelen over de terugbetaalvoorwaarden van leningen. Zij kunnen hier al dan niet in meegaan afhankelijk van de langetermijnperspectieven van de onderneming, eventuele verhaalsmogelijkheden, en hun eigen financiële positie. 
Aan de andere kant zal de ondernemer zijn inkomsten willen verhogen. Hij zal meer inspanning leveren om zijn klanten te vinden waardoor de promotiegelden zullen vermeerderen. Er zal getracht worden nieuwe markten te vinden of uit te buiten; door middel van een uitgekiende marketing zal men de marktpenetratie vergroten en door een betere prijsstelling en productdiversificatie wil men de voorkeur van de klant behouden. De onderneming zal eventueel zelf ook met debiteuren moeten onderhandelen die hun uitstaande vorderingen niet meer kunnen betalen, en beslissen of hij deze wil innen, uitbesteden, heronderhandelen, afschrijven of in rechte invorderen.
Het ontslaan van personeel of een vacaturestop kan voor ondernemers een tweesnijdend zwaard zijn. Hoewel het ontslaan of stoppen met aannemen van personeel qua kosten wellicht verlichting brengt, kan het er toe leiden dat een onderneming uiteindelijk een tekort aan gekwalificeerd en getraind personeel krijgt waardoor kwaliteitsverlies dreigt. Een onderneming kan hierdoor na de economische crisis alsnog in de problemen komen.
Uiteindelijk zal een aantal ondernemingen de crisis niet overleven. Bij economische crises ziet men vrijwel altijd een toename in het aantal faillissementen en liquidaties van ondernemingen.

## Arbeidsmarkt
Wanneer de economie in crisis verkeert neemt over het algemeen de werkloosheid toe door faillissementen en ontslagen. Anderzijds zullen werkgevers strenger op de kosten letten en kieskeuriger worden in hun personeelsselectie. Hierdoor ziet men op de arbeidsmarkt, voornamelijk in sectoren met een geringe vakbondsparticipatie, een verschuiving van het overwicht van werknemers naar werkgevers. Voor werkgevers kan dit een lichtpuntje in zware tijden zijn, omdat ze kunnen kiezen uit een groter aanbod van personeel. Werkzoekenden zien zich aan de andere kant geconfronteerd met zwaardere concurrentie, strengere selectieprocedures, en soberder arbeidsvoorwaarden wanneer hen een baan wordt aangeboden. Recruiters en de uitzendsector gaan ook door zware tijden: hoewel ze een goed gevuld kandidatenbestand hebben wordt het steeds moeilijker kandidaten ergens te plaatsen.
In 2008 begon de wereldeconomie te verslechteren. De eerste tekenen van verslechtering van de economie werden merkbaar in december 2007, toen door de kredietcrisis de huizenmarkt in de Verenigde Staten instortte. Een groot aantal Amerikanen kon de maandelijkse hypotheeklasten niet langer meer betalen, waardoor enkele grote hypotheekbanken zoals Fannie Mae en Freddie Mac op het randje van een faillissement stonden.
Al snel bleek dat de economische crisis zich niet tot de Verenigde Staten beperkte. Als gevolg van de sterke verwevenheid tussen de internationale financiële markten raakten banken in Europa en Azië in de loop van 2008 ook in de financiële moeilijkheden waardoor ook in Europa en Azië de economische crisis begon. Ook in deze werelddelen werden de beurskoersen met een ongekende snelheid slechter.
Door de problemen bij de banken kwam ook het bedrijfsleven in de problemen. Bedrijven konden geen kredieten meer krijgen. Daardoor was er geen vertrouwen meer in de economie, die achteruitging. De kredietcrisis groeide uit tot een brede economische crisis.
Na een tijdje kwam de economische crisis ook in Nederland. Tal van bedrijven moesten werknemers ontslaan om zelf niet failliet te gaan. Zo kwamen er statistieken waaruit bleek dat voor de economische crisis begon de werkloosheid 6% was in Nederland (onder de bevolking van 18 jaar en ouder), terwijl dat in 2012 was opgelopen tot 17% van de bevolking.

## Individueel beleven
In hoeverre men individueel geraakt wordt door een economische crisis is afhankelijk van de persoonlijke situatie en overheidsbeleid. Gepensioneerden en anderen die afhankelijk zijn van sociale voorzieningen kunnen hun situatie snel achteruit zien gaan wanneer de regering bezuinigt. Bovendien hebben ze een relatief klein inkomen en komen hiermee sneller niet meer rond. Werkenden zijn economisch weerbaarder en worden in principe minder hard door een crisis getroffen, maar lopen het risico dat ze hun baan kwijtraken. Werkzoekenden kunnen moeilijker weer aan een baan komen, en zullen vaak genoegen moeten nemen met werk op lager niveau op tegen een lager salaris dan ze voordien hadden. Ook toetreders tot de arbeidsmarkt krijgen moeilijker een baan. Bovendien vallen werkgevers in landen waar ontslagbescherming geldt sneller terug op tijdelijke arbeidscontracten. Zelfstandig ondernemers zijn, hoewel afhankelijk van de branche en persoonlijke situatie, relatief het conjunctuurgevoeligst, en zij zien hun inkomen direct teruglopen wanneer de zaken minder goed gaan.
Voor een individu betekent een economische crisis vaak dat toekomstverwachtingen bijgesteld moeten worden, het inkomen strenger gebudgetteerd moet worden en alle capaciteiten aangesproken moeten worden. Sommige werklozen gebruiken de extra vrije tijd om zich bij te scholen of andere activiteiten te ontplooien. Soms maken ze zelfs van de nood een deugd door hun carrière een nieuwe wending te geven.
Ook werkenden zijn vaak geneigd hun gedrag navenant aan te passen, voor het geval dat ze hun baan kwijtraken. Bovendien kunnen ook werkenden erop achteruit gaan door lastenverzwaringen en bezuinigingen van de overheid, zoals het versoberen van fiscale aftrekposten en -vrijstellingen, belastingverhogingen en vermindering of schrappen van subsidies en onbelaste vergoedingen.
Economische crises hebben vrijwel altijd een negatief effect op de sfeer binnen een onderneming. Binnen ondernemingen kan een economische crisis en de angst voor ontslagen leiden tot een 'angstcultuur', waarin werknemers uit angst zelf ontslagen te worden ander gedrag gaan vertonen. Dit kan leiden tot onderling wantrouwen, harder en langer werken, langere dagen maken zelfs als er onvoldoende werk is, vermindering van bereidheid samen te werken of kennis te delen, en soms zelfs het saboteren van andermans werk of wegpesten van collega's. Ook kan het management met de impliciete dreiging van ontslag (in een moeilijke arbeidsmarkt) werknemers onder druk zetten dingen te doen die ze normaal niet zouden doen (een ongewenste overplaatsing, gevaarlijk werk, afwijkende werktijden).
Bovenal moet het vertrouwen in een betere toekomst niet verloren worden. Dat lukt beter in een collectief verband, vandaar dat netwerken in die periode meer aangesproken worden en de behoefte aan cultuur toeneemt. Helaas roept men vaak om een hogere macht of 'sterke man' om de crisis zo snel mogelijk op te lossen.

## Sociale gevolgen
Een economische crisis die ingrijpend is en/of lang aanhoudt kan uiteindelijk tot ernstige sociale gevolgen leiden wanneer het tij niet wordt gekeerd. Omdat veel mensen hun baan kwijtraken of door bezuinigingen niet meer rondkomen vindt een algemene verpaupering plaats. Dit zal op zijn beurt kunnen leiden tot een toename van criminaliteit, zwartwerken, corruptie en belastingontduiking. Arbeidsconflicten en demonstraties verlopen in een agressievere sfeer en leiden sneller tot geweld. Crimineel en gewelddadig gedrag normaliseert: enerzijds omdat het vaker voorkomt, anderzijds omdat men bereid is iedere kans op voordeel aan te grijpen en hier ook begrip voor toont. Dit gaat samen met een vermindering van respect voor de regering, die in de ogen van de mensen vaak 'toch niets doet' of 'faalt'. Deze regering ziet door de crisis, misdaad en corruptie haar slagkracht afnemen waardoor ze ook minder mogelijkheden heeft om de crisis te bestrijden. De politiek destabiliseert en leiders lossen elkaar veelvuldig af. Bij de bevolking neemt de angst toe. De mensen keren zich van de bestaande regering af en extremistisch gedachtegoed komt op. De roep om een sterke man neemt toe. Hierdoor kunnen democratische staten zich ontwikkelen tot dictaturen, iets wat zich in de jaren 30 in Europa voordeed. Ook staatsgrepen, burgeroorlogen en internationale agressie kunnen uiteindelijk het gevolg van een economische crisis zijn.

## Overheidsingrijpen
Hoe een overheid reageert hangt af van de macro-economische visie die wordt aangehangen.
- Keynesiaans - Een overheid die het Keynesiaans model aanhangt zal proberen de markt aan te zwengelen door de aanbodstructuur te versterken, de vraagzijde te ondersteunen, de waarde van de munt vrij te laten, de rentestand kunstmatig laag te houden en desnoods protectionistische maatregelen te treffen. Bekostigd wordt het e.e.a. door het uitschrijven van staatsleningen. Inmiddels is duidelijk geworden dat als dit beleid te lang voortgezet wordt er stagflatie ontstaat waarbij er enorme begrotingstekorten ontstaan, de vraag én het aanbod stagneert terwijl de inflatie niet meer in de hand te houden is.
- Monetaristisch - Monetaristen zullen proberen de geldhoeveelheid te balanceren om de prijzen in evenwicht te houden. Bij inflatie worden de rentes verhoogd en bij deflatie worden de rentes verlaagd. Zo dacht monetarist Milton Friedman dat de grote depressie van de jaren 30 werd veroorzaakt door een gebrek aan liquiditeit op het moment van de beurskrach van 1929: Om een dergelijke situatie te voorkomen moeten de rentes worden verlaagd. Net als bij het keynesianisme wordt de centrale bank als een handig instrument beschouwd om crisis te voorkomen en te bestrijden.
- Aanbodeconomie - Een supply-sider zal de overheid willen overhalen om de aanbodzijde van de economie te versterken onder het motto dat de vraag vanzelf op gang komt als het aangeboden goed maar aantrekkelijk genoeg op de markt komt. De overheid zal de producenten zo min mogelijk een strobreed in de weg leggen en het investeringsklimaat verbeteren door economische wetgeving en de arbeidsmarkt te dereguleren en de belastingen te verlagen.
- Oostenrijks - Een nachtwakersstaat zoals wordt voorgestaan door de Oostenrijkse school zal een laisser-faire-politiek voeren waarin de onzichtbare hand van de markt uiteindelijk alles op zal lossen. Deze overheid beperkt zich tot de zogeheten kerntaken: openbare orde, rechtspleging, defensie, openbaar bestuur. Overig ingrijpen van de overheid zou volgens de Oostenrijkse school crises alleen maar kunnen uitstellen of verergeren. Volgelingen van deze denkwijze zijn ook regelmatig van mening dat crises juist worden aangewakkerd door economisch ingrijpen, waarin de centrale bank vaak als hoofddader wordt aangewezen. Deze denkwijze staat dan ook haaks op het keynesianisme en het monetarisme, die een centrale bank juist als nuttig beschouwen.

## Economische crises in de geschiedenis
Door de tijd heen hebben er vele economische crises plaatsgevonden, hieronder een aantal opgesomd.
- Jaren-1870: grote landbouwcrisis. Door de import van goedkoop graan uit de Verenigde Staten en vlees uit Argentinië stortte de agrarische sector in, met faillissementen en werkloosheid als gevolg. Daarbij kwam de beurskrach in Wenen van 1873, die de Lange depressie inluidde. Het Verenigd Koninkrijk werd het hardst getroffen, en verloor in deze periode zijn grote industriële voorsprong op de economieën van het vasteland van Europa.[1] De gangbare mening was, dat de economie van het Verenigd Koninkrijk continu in een depressie verkeerde van 1873 tot en met 1896, waardoor verschillende teksten ook wel spreken van de "Grote Depressie van 1873-1896".[2]
- 1929: Beurskrach van 1929 in New York, met opvolgend de Grote Depressie
- 1973: oliecrisis van 1973, met als gevolg wereldwijde economische crisis
- 19 oktober 1987 : Zwarte maandag
- 1997: Aziatische financiële crisis
- 2001: internetzeepbel
- 2007-2009: kredietcrisis / Europese staatsschuldencrisis
- 2020 - : Economische gevolgen van de coronapandemie
- 2022 - : Economische gevolgen van de Russische invasie van Oekraïne sinds 2022